# Classe Wattignies
La classe Wattignies est une classe de deux aviso-torpilleurs (ou croiseur-torpilleurs) de la Marine nationale française construite avant le début du XXe siècle.

## Conception
Ils sont de même conception que la classe Condor.

## Service
- Le Wattignies[1] est mis en service en 1891 et radié en 1908.
- Le Fleurus[2] est mis en service en 1893 et mis hors service en 1903. Il sert de ponton d'amarrage à Rochefort de 1913 à 1922. Rayé des listes en 1922, il est démoli en 1928.

## Unités de la classe
| Nom        | Chantier  | Lancement  | Fin de service | Photo |
| ---------- | --------- | ---------- | -------------- | ----- |
| Wattignies | Rochefort | avril 1891 | retiré en 1908 |       |
| Fleurus    | Cherbourg | mars 1893  | démoli en 1922 |       |